# Ichneumon faciens
Ichneumon faciens là một loài tò vò trong họ Ichneumonidae.